# OAMP
OAMP, także OAM&P, (ang. Operations, Administration, Maintenance, Provisioning) – zestaw funkcji i wyposażenia do ich realizacji obejmujących eksploatację, administrację, utrzymanie i świadczenie usług.
Termin i koncepcja pochodzi ze stacjonarnej telefonii, ale ma zastosowanie w innych sferach o podobnym rodzaju działań, a w tym w telewizji kablowej, w wielu aspektach usług internetowych czy eksploatacji innych sieci.

## Opis funkcji
Eksploatacja ma za zadanie monitorowanie (zwykle automatycznie) środowiska, wykrywania i opisywanie usterek oraz alarmowanie administracji.
Administracja polega na gromadzeniu statystyk jakościowych, danych do rozliczeń, planowaniu możliwości na podstawie wykorzystania zasobów oraz utrzymania niezawodności. Obejmuje to także utrzymywanie danych o usługach wykorzystywanych do wystawiania rachunków.
Utrzymanie obejmuje rozbudowy i aktualizacje, naprawy, udostępnianie nowych funkcji, wykonywanie kopii zapasowych i odtwarzanie danych oraz monitorowanie sprawności mediów. Głównym zadaniem utrzymania jest diagnostyka i usuwanie usterek.
Świadczenie usług polega prowadzeniu kont klientów oraz urządzeń i usług im udostępnionych.
Poza środowiskiem telekomunikacyjnym, akronimem popularniejszym niż OAMP jest FCAPS (ang. Fault, Configuration, Accounting, Performance, Security), czyli usterki, konfiguracja, rozliczenia, wydajność, bezpieczeństwo). Mimo że obydwa terminy dotyczą podobnych zagadnień to OAMP obejmuje więcej niż 5 konkretnych obszarów FCAPS.